# Adolf Gerstung
Adolf Ernst Gerstung (* 14. Mai 1909 in Kassel; † 21. Februar 1991) war ein deutscher Schauspieler.

## Leben
Gerstung absolvierte eine Schauspielausbildung 1928/29 an der Von Bodenhausenschen Schauspielschule. Er gab sein Bühnendebüt 1929 als „Melchthal“ in Friedrich von Schillers Wilhelm Tell am Stadttheater Greifswald. Es folgten Engagements Rudolstadt 1931/32, Glogau 1932/33, Ingolstadt 1933/34, an der Bayerischen Landesbühne 1934/35, in Koblenz 1935–1938, Gera 1938–1941, Essen 1941–1947, Hannover 1947–1949, Bochum 1949–1951, Aachen, Lübeck und Bonn. 1951 spielte er den „Götz von Berlichingen“ bei den Götz-Festspielen in Jagsthausen, 1954 den „Wilhelm Tell“ bei den Loreley-Festspielen.
Im Fernsehen spielte er mehrfach unter der Regie von Franz Peter Wirth: 1961 in dessen Hamlet-Adaption mit Maximilian Schell in der Titelrolle und 1964 in Die Geschichte von Joel Brand nach Heinar Kipphardt. Ab 1963 gehörte er als „Latzke“ neben Pit Krüger zur Stammbesetzung der Serie Fernfahrer.

## Filmografie (Auswahl)
- 1960: Am grünen Strand der Spree
- 1961: Hamlet, Prinz von Dänemark
- 1964: Die Geschichte von Joel Brand
- 1963–1967: Fernfahrer
- 1967: Das Attentat – Schleicher: General der letzten Stunde
- 1968: Meinungsverschiedenheiten